# Jemčev vrt
Jemčev vrt je název pro obytný soubor budov, který se nachází ve slovinském městě Maribor. Zbudován byl v centru města, na rohu ulic Prešernova a Razlagova. Jedná se o jednu z ukázek brutalismu v bývalé Jugoslávii. 

## Historie
Komplex vznikl v letech 1972 až 1975 podle návrhu architekta Boruta Pečenka. Vznikl na ploše, která byla zničena během druhé světové války. Název (v češtině doslova Jemčova zahrada) odkazuje stejně jako v případě Ferantova vrtu v Lublani na existenci dřívější zahrady v tomto místě. Architekt byl nucen zachovat původní uliční čáru, neučinil tak v případě nároží, které je zapuštěné do vnitřku bloku. V něm dosahuje komplex výšky až devíti pater; z obou stran poté stupňovitě klesá až k pěti patrům. Jednolitá plocha oken byla rozčleněna vysunutými betonovými balkony v prvním a posledním patře stavby. Stavbu zdobí dekorativní plastika z kovu od sochaře Janeze Boljky.
Budova je od roku 2006 evidována jako kulturní památka s evidenčním číslem 16709.